# Jilotepec, Puebla
Jilotepec är en ort i Mexiko.   Den ligger i kommunen Tlatlauquitepec och delstaten Puebla, i den sydöstra delen av landet, 190 km öster om huvudstaden Mexico City. Jilotepec ligger 466 meter över havet och antalet invånare är 137.
Terrängen runt Jilotepec är varierad. Runt Jilotepec är det ganska tätbefolkat, med 134 invånare per kvadratkilometer. Närmaste större samhälle är Teziutlan, 19,6 km söder om Jilotepec. I omgivningarna runt Jilotepec växer i huvudsak städsegrön lövskog.